# Catostomus macrocheilus
Catostomus macrocheilus is een straalvinnige vissensoort uit de familie van zuigkarpers (Catostomidae). De wetenschappelijke naam van de soort is voor het eerst geldig gepubliceerd in 1856 door Charles Frédéric Girard.